# Sundamys muelleri
Sundamys muelleri är en däggdjursart som först beskrevs av Fredericus Anna Jentink 1879.  Sundamys muelleri ingår i släktet Sundamys och familjen råttdjur. IUCN kategoriserar arten globalt som livskraftig. Inga underarter finns listade i Catalogue of Life.
Arten är med en absolut längd av 460 till 650 mm, inklusive en 250 till 370 mm lång svans och med en vikt av 200 till 470 g en stor gnagare. Den har 47 till 55 mm långa bakfötter och 20 till 27 mm stora öron. Ovansidan är täckt av ganska styv och rufsig päls som har en mörkbrun färg med några längre svarta hår inblandade. Den ljusgråa till bruna pälsen på undersidan är kortare. Artens långa svans har en mörkbrun till svart färg. Hos honor förekommer fyra par spenar.
Arten förekommer på Malackahalvön, på Borneo, på Sumatra, på Palawan och på flera mindre öar i samma region. Den lever främst i låglandet men ibland når den 1650 meter över havet. Habitatet utgörs främst av fuktiga landskap nära vattendrag. Individerna går på marken och klättrar i växtligheten. De äter blad, frukter och unga växtskott samt insekter och snäckor.
Sundamys muelleri är främst nattaktiv. En kull har i genomsnitt 3,8 ungar och ibland upp till 9 ungar.